# Празиолит
Празиоли́т (от др.-греч. πράσιος «светло-зелёный», дословно — «цвета порея» + λίθος «камень») — разновидность кварца, кремнёвый минерал зелёного цвета (другие названия — зелёный кварц или вермарин). Прозрачный, цвет луково-зелёный, насыщенность оттенка может варьироваться от бледного серо-зелёного до глубокого травянисто-зелёного.

## Применение
В основном используется для ювелирных украшений, нередко в качестве имитации более дорогих драгоценных камней. Внешне напоминает берилл, перидот, турмалин.

## Месторождения
Встречается вместе с аметистом. Был обнаружен в метаморфических, изверженных и вулканических горных породах. Сообщалось о находках природного празиолита в Бразилии, Канаде (Тандер-бей), Намибии, Польше, Танзании, США (Нью-Гемпшир, Невада), Замбии.

## Обработка
В природе встречается редко, на сегодняшний день большая часть празиолита на рынке — это продукты нагрева и облучения аметиста. Зелёный оттенок кристаллов, получаемый в результате нагрева, может выцветать при длительном воздействии солнечного света.
С 1950 года его получают прокаливанием при 500 °C аметиста и желтоватых разновидностей кварца из бразильского месторождения Моктесума или штата Аризона (США).
Природный празиолит обладает светло-зелёным оттенком; насыщенная, темно-зелёная окраска кристаллов, скорее всего, указывает на температурную обработку.